# 徑山志
本條目為明代《徑山志》之編撰歷史、分門架構、內容特色、版本與版權之概述。

## 編撰歷史
径山寺相关的专志最早有北宋李照的《径山集》，李照在大中祥符三年（1011年）担任杭州地方官，八年（1016年）夏造访径山，属意之余发现寺史口耳相传、暗有不合，于是征集《旧录》和寺中碑刻，考订杭州郡志疏漏，完成一部比较严谨连贯的《径山集》，如今只存序言传世。李照在《径山集》之外还有《径山山门事状》，散见于宋诗注释中。出版于宋徽宗大观二年（1108年）的《祖庭事苑》又引用过一本《径山三祖实录》，已佚，无考。明洪熙出任径山寺住持的月江宗净所修编之《径山集》，编撰时间大约在宣德十年（1435年）至正统七年（1442年）宗净圆寂这7年间，出版之后有刻本和抄本，但到了万历年间刻本无存，只能到市面上搜集旧书重刻，但旧书内容也有很多经过后人的增补，错字错漏现象严重，万历刻本又碍于祖宗法度不加删改。万历年间，余杭知县戴日强和径山寺方丈法铠都编纂过《径山志》，二人交往密切，法铠当时在径山主持《嘉兴藏》的刊刻工作，直到圆寂也没有完成《径山志》，戴日强则将《径山志》收入到《余杭县志》作为单独一卷传世。明天启年间李桦然任杭州知府，令余杭博士宋奎光新修《径山志》，成书之后将此志纳入《嘉兴藏》中，此志在历代志书中内容最为丰富，但仍有因袭旧志、考订不周之处。宋奎光编《径山志》在清代至民国分别为《宋诗纪事》、《元诗选》、雍正《浙江通志》、民国《杭州府志》引用，今存中央图书馆藏残本、《嘉兴藏》藏本、庆应义塾大学藏抄本三种版本。

## 內容分門
共分十八門有：列祖、法侶、制敕、序文、塔銘、碑記、遊記、書啟、偈咏、名什、外護、殿宇、靜室、名勝、下院、古蹟、寺產、紀事。

## 徑山背景
- 徑山，位於浙江天目山之東北峰，因有小徑通於天目山，故稱為徑山。
- 唐天寶元年（742），國一禪師隱居於此，並行開山。經宋、元、明歷代高僧經營，佛教史蹟林立，其中較著者有接待寺、大安禪寺、萬壽禪寺、徑山寺、安樂寺、法華寺、萬壽正續寺、廣化禪寺、順慶禪寺、妙濟禪寺等十餘座。

## 此志特點
- 本志異於一般名山志書，首志列祖，因徑山以祖席獨著故也。列祖資料取自《佛祖統載》、《傳燈錄》、《禪宗正脈》、《五燈會元》、《高僧傳》等，益以松源所藏抄本。
- 紫柏達觀禪師創刻《方冊藏》，後板移徑山，故刻藏序文輯錄甚多。
- 全志條理井然，搜羅完備，蓋集明代天啟以前徑山佛教史蹟之大成。

## 版本
- 《徑山志》，明宋奎光撰，共14卷，明天啟四年原刊本。
- 茲據國立中央圖書館藏明天啟四年(1624)原刊本景印。

## 出版
《中國佛寺史志彙刊》，（1994），第一輯，第31冊，台北：宗青圖書出版公司印行。

## 引用資料
明宋奎光撰，《徑山志》，書扉頁。 

## 外部連結
- 名山古剎《中國佛寺志》數位典藏：

https://web.archive.org/web/20120314220801/http://buddhistinformatics.ddbc.edu.tw/fosizhi/ui.html?book=g032。 2011.3.27
- 佛學網．佛學詞彙：

http://glossary.buddhistdoor.com/en/word/60035/%E5%BE%91%E5%B1%B1%E5%BF%97。%5B%5D 2011.3.27
1. ↑  定源. . 佛学研究. 2009, (2)  [2023-02-25]. （原始内容存档于2023-02-25）.